# Língua mende
A língua mende (Mɛnde yia) é a língua predominante em Serra Leoa, com alguns falantes na vizinha Libéria. É falada pelo povo mande, e por outros grupos da região como língua franca no sul de Serra Leoa.
O mende é uma língua tonal pertencente ao grupo das línguas mandê, pertencente à família Níger-Congo.  Em 1921, Kisimi Kamara inventou um silabário para a língua mende chamado kikakui (𞠀𞠁𞠂 / ). Essa escrita se espalhou e foi usada por um tempo, mas tem sido largamente substituída por uma ortografia baseada no alfabeto latino.
É a língua usada nos filmes "Amistad" e "Diamante de Sangue".